# Буториха (притока Ками)
Бутори́ха (рос. Буториха) — річка в Каракулінському районі Удмуртії, Росія, права притока Ками.
Річка починається за 2 км на південний захід від села Буториха. Протікає на схід, в нижній течії повертає спочатку на південний схід, а в селі В'ятське — на південь. Впадає до Ками нижче села В'ятське. Приймає декілька дрібних приток, найбільша з яких Удебка в самому гирла.
На річці розташовані села Буториха (колишнє) та В'ятське. В останньому збудовано автомобільний міст.

## Притоки
Уде́бка — ліва притока(рос. Удебка) — річка в Каракулінському районі.